# Kuivajärvi (sjö i Enare, Lappland, Finland)
Kuivajärvi eller Koshkisjävri är en sjö i Finland. Den ligger i kommunen Enare i landskapet Lappland, i den norra delen av landet, 1 000 km norr om huvudstaden Helsingfors. Kuivajärvi ligger 209 meter över havet. Arean är 1,64 kvadratkilometer och strandlinjen är 6,37 kilometer lång. Sjön  ingår i Neidenälvens huvudavrinningsområde.   Omgivningarna runt Kuivajärvi är i huvudsak ett öppet busklandskap.
I övrigt finns följande vid Kuivajärvi:
- Saamutluobbal (en sjö)